# WNBAドラフト
WNBAドラフト（WNBA Draft）は、アメリカ合衆国の女子プロバスケットボールリーグ・WNBAが実施するドラフト会議である。

## 概要
WNBAのドラフト会議は毎年4月にブリストルのESPN本社で開催される。
指名を受ける資格は22歳以上で4年制大学を卒業した者、高等教育機関を修了した者、あるいは高校卒業から4年が経過した者に与えられる。
ドラフト指名は3巡目まで行われる。NBA同様「ロッタリー」が導入されているが、NBAとは違い3巡すべての指名順において各上位5位まで適用される。

## 歴史
WNBA初年度である1997年から行われている。第1回は分配ドラフト（国内既存チームの選手対象）とエリートドラフト（他のプロリーグ選手対象）と新人ドラフトの3部構成となっている。エリートドラフトでは萩原美樹子がフェニックス・マーキュリーから4位指名を受けている。新人ドラフトは4巡目まで実施された。
1998年、マウゴジャータ・ディデックがユタ・スターズから外国人初の全体1位指名を受ける。
2003年ドラフト指名が3巡目までへと短縮された。この年には陸上競技のマリオン・ジョーンズがフェニックスからドラフト指名された。

## 1位指名
| 年           | 選手                          | 出身国         | 出身校/クラブ                             | 指名チーム                                 |
| ------------ | ----------------------------- | -------------- | ----------------------------------------- | ------------------------------------------ |
| 1997エリート | ディーナ・ヘッド              | アメリカ合衆国 | テネシー大学                              | ユタ・スターズ                             |
| 1997         | ティナ・トンプソン            | アメリカ合衆国 | USC                                       | ヒューストン・コメッツ                     |
| 1998         | マルゴ・ディデック            | ポーランド     | ポーランド                                | ユタ・スターズ                             |
| 1999         | シャミーク・ホールズクロー1,2 | アメリカ合衆国 | テネシー大学                              | ワシントン・ミスティクス                   |
| 2000         | アン・ワウタース              | ベルギー       | ベルギー                                  | クリーブランド・ロッカーズ                 |
| 2001         | ローレン・ジャクソン3         | オーストラリア | キャンベラ・キャピタルズ (オーストラリア) | シアトル・ストーム                         |
| 2002         | スー・バード2                 | アメリカ合衆国 | UConn                                     | シアトル・ストーム                         |
| 2003         | ラトーヤ・トーマス            | アメリカ合衆国 | ミシシッピ州立大学                        | クリーブランド・ロッカーズ                 |
| 2004         | ダイアナ・トーラジ 1          | アメリカ合衆国 | UConn                                     | フェニックス・マーキュリー                 |
| 2005         | ジャネル・マッカービル        | アメリカ合衆国 | ミネソタ大学                              | シャーロット・スティング                   |
| 2006         | サイモン・オーガスタス1,3     | アメリカ合衆国 | LSU                                       | ミネソタ・リンクス                         |
| 2007         | リンジー・ハーディング        | アメリカ合衆国 | デューク大学                              | フェニックス・マーキュリー (MINからの交換) |
| 2008         | キャンデース・パーカー1,4     | アメリカ合衆国 | テネシー大学                              | ロサンゼルス・スパークス                   |
| 2009         | エンジェル・マコートリー1     | アメリカ合衆国 | ルイビル大学                              | アトランタ・ドリーム                       |
| 2010         | ティナ・チャールズ1           | アメリカ合衆国 | UConn                                     | コネティカット・サン                       |
| 2011         | マヤ・ムーア1, 2              | アメリカ合衆国 | UConn                                     | ミネソタ・リンクス                         |
| 2012         | ネカ・オグウマイク1           | アメリカ合衆国 | スタンフォード大学                        | ロサンゼルス・スパークス                   |
| 2013         | ブリトニー・グライナー        | アメリカ合衆国 | ベイラー大学                              | フェニックス・マーキュリー                 |
| 2014         | チニー・オグウマイク          | アメリカ合衆国 | スタンフォード大学                        | コネティカット・サン                       |
| 2015         | ジュエル・ロイド              | アメリカ合衆国 | ノートルダム大学                          | シアトル・ストーム                         |
| 2016         | ブレアナ・スチュワート        | アメリカ合衆国 | UConn                                     | シアトル・ストーム                         |
| 2017         | ケルシー・プラム              | アメリカ合衆国 | ワシントン大学                            | サンアントニオ・スターズ                   |
| 2018         | エイジャ・ウィルソン          | アメリカ合衆国 | サウスカロライナ大学                      | ラスベガス・エーシズ                       |
| 2019         | ジャッキー・ヤング            | アメリカ合衆国 | ノートルダム大学                          | ラスベガス・エーシズ                       |
| 2020         | サブリナ・ヨネスク            | アメリカ合衆国 | オレゴン大学                              | ニューヨーク・リバティ                     |
| 2021         | チャーリ・コリアー            | アメリカ合衆国 | テキサス大学                              | ダラス・ウィングス                         |
| 2022         | ライアン・ハワード1,2         | アメリカ合衆国 | ケンタッキー大学                          | アトランタ・ドリーム                       |
| 2023         | アリヤ・ボストン1,2           | アメリカ合衆国 | サウスカロライナ大学                      | インディアナ・フィーバー                   |
| 2024         | ケイトリン・クラーク          | アメリカ合衆国 | アイオワ大学                              | インディアナ・フィーバー                   |

Notes:
- 1: そのシーズンにて最優秀新人受賞.
- 2: そのシーズンにてオールスター戦出場。
- 3: そのシーズンにてオールスター戦補欠。
- 4: そのシーズンにて最優秀選手受賞。